# Brennerstraße (Weimar)

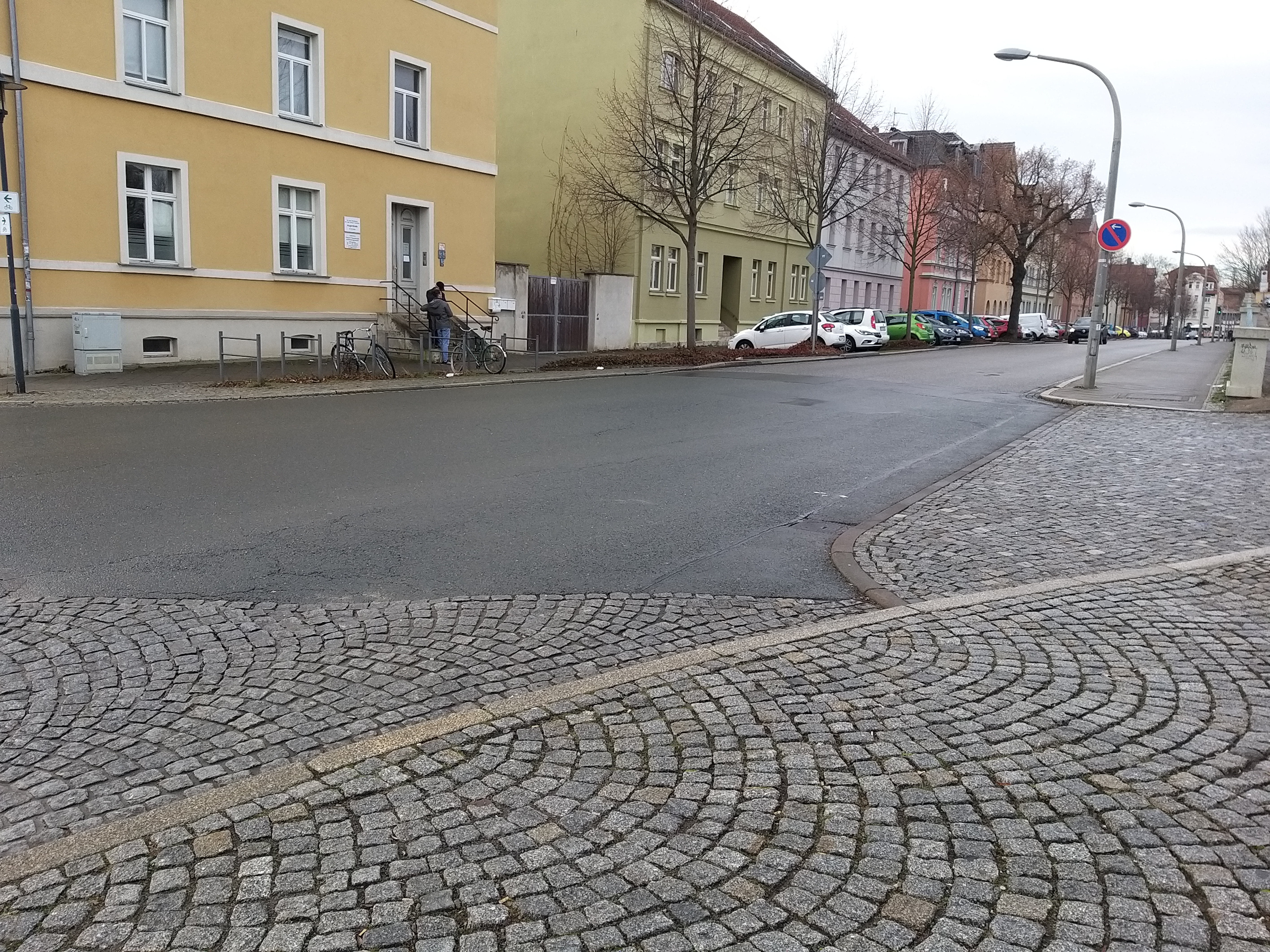
Brennerstraße in Weimar

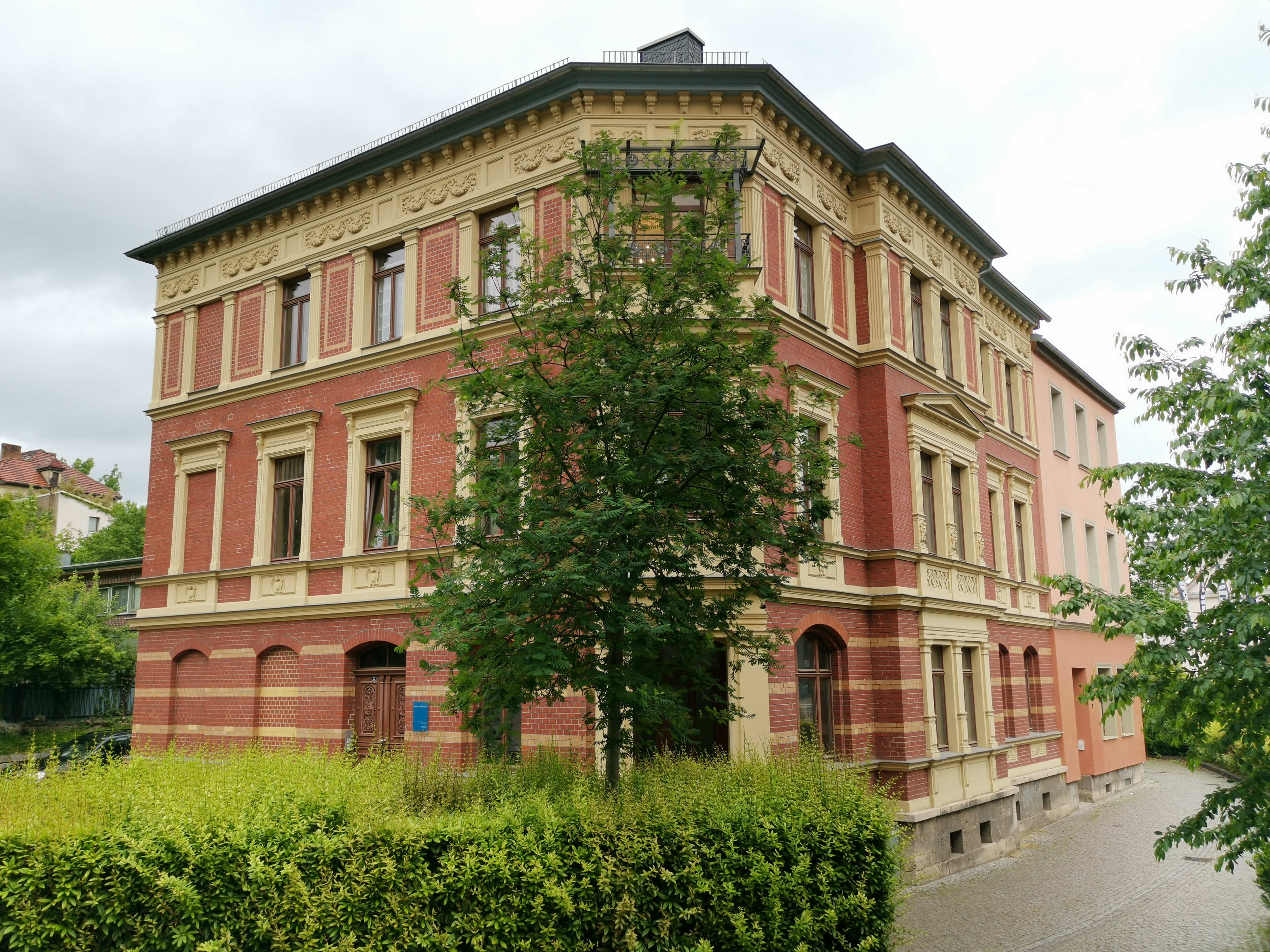
Brennerstraße 2 in Weimar

Die Brennerstraße ist ein Straßenzug in Weimar, der von der Schopenhauerstraße nahe dem Bahnhof Weimar stadteinwärts führt und in der Nordvorstadt liegt.

## Beschreibung der Straße
Sie tangiert den August-Baudert-Platz und Buchenwaldplatz und endet am Rathenauplatz. Sie verläuft im Wesentlichen parallel zur Carl-August-Allee und trifft als eine scharfe Kurfe am Rathenauplatz auf die Carl-August-Allee. Die Wohnhäuser sind aus der Gründerzeit. Es gab hier einst ein Hotel „Hohenzollern“ in der Brennerstraße 42. Der Straßenname, der früher wegen seiner Krümmung vom Rathenauplatz her „Krummer Weg“ genannt wurde, rührt von zwei Brüdern her, die sich als Wohltäter hervorgetan hatten, zu deren Ehren dieser Name verliehen wurde. Offiziell hieß der Straßenzug Am Krummen Weg. Die Umbenennung in Brennerstraße erfolgte 1880. Bei den Erwähnten handelt es sich um den Rechtsanwalt Hermann Brenner (1806–1873) und seinen Bruder, dem Kaufmann Karl Brenner (1804–1880), die eine Stiftung zugunsten des Krankenhauses veranlassten. Die Grabstelle von Karl Brenner auf dem Historischen Friedhof Weimar ist erhalten.
Die Brennerstraße steht auf der Liste der Kulturdenkmale in Weimar (Sachgesamtheiten und Ensembles) mit den Hausnummern 15, 18, 20, 22, 40, 42, auf der Liste der Kulturdenkmale in Weimar (Einzeldenkmale) mit der Hausnummer 2 und 8.